# Friedrich Wieck
Friedrich Wieck (Pretzsch (Elba) cerca de Wittenberg, 18 de agosto de 1785-Loschwitz, cerca de Dresde, 6 de octubre de 1873), fue un gran pianista y compositor alemán, padre de Clara Schumann. Entre sus obras más importantes se encuentra una gran cantidad de ejercicios técnicos para piano, considerados por grandes maestros como los mejores del mundo.